# Tetramorium longicorne
Tetramorium longicorne är en myrart som beskrevs av Auguste-Henri Forel 1907. Tetramorium longicorne ingår i släktet Tetramorium och familjen myror. Inga underarter finns listade i Catalogue of Life.